# Amorphoscelis villiersi
Amorphoscelis villiersi es una especie de mantis de la familia Amorphoscelidae.

## Distribución geográfica
Se encuentra en la República Democrática del Congo.